# Freie Volkspartei
El Freie Volkspartei (FVP, Partido Popular Libre) fue un partido político en la República Federal de Alemania. Fue fundado en 1956 por miembros del Partido Democrático Liberal en el Bundestag de Alemania, de los cuales cuatro (incluyendo a Franz Blücher) eran además ministros del gabinete de Konrad Adenauer. En 1957 se fusionó con el Partido Alemán (DP).

## Historia
El FVP se estableció en 1956, a partir del llamado Grupo de Trabajo Democrático, una fracción en el Bundestag formada por exmiembros del FDP debido a conflictos con la CDU/CSU. Tras su establecimiento, el FVP se convirtió en el único partido en la historia de la República Federal de Alemania que no había participado en ninguna elección federal, y que era miembro de un gobierno de coalición y ocupaba cargos ministeriales. El 15 de octubre de 1956, los ministros del FVP presentaron sus renuncias. Adenauer pidió a sus ministros que se mantuvieran en sus cargos. Blücher y Victor-Emanuel Preusker permanecieron hasta el final de su mandato. Fritz Neumayer y Hermann Schäfer abandonaron el gabinete el 16 de octubre de 1956. Neumayer fue reemplazado por Hans-Joachim von Merkatz del Partido Alemán. Schäfer no fue reemplazado como Ministro de Funciones Especiales y el Consejo de Ministros, tras la dimisión de Waldemar Kraft del Bloque de los Refugiados y Expatriados, se redujo así en dos ministros.

El único líder parlamentario del FVP en el Bundestag alemán fue Ludwig Schneider; el único presidente del partido fue Victor-Emanuel Preusker. El 20 de enero de 1957, el FVP se fusionó con el conservador Partido Alemán (DP).
Tras la fusión, el FVP continuó existiendo en Berlín Occidente bajo el nombre de Freie Deutsche Volkspartei (FDV), que contó con seis escaños durante la segunda legislatura del Abgeordnetenhaus de Berlín. Sin embargo, en las elecciones estatales de Berlín de 1958, el FDV quedó fuera del parlamento con el 0,7% de los votos, desapareciendo definitivamente a fines de 1961.